# Roger A. Chevalier
Roger Alan Chevalier (* 26. September 1949 in Rom)  ist ein US-amerikanischer Astronom.
Chevalier studierte am Caltech mit dem Bachelor-Abschluss 1970 und wurde 1973 an der Princeton University in Astronomie mit der Schrift  The Evolution of Supernova Remnants bei Jeremiah Paul Ostriker promoviert. Danach war er bis 1976 Assistant Astronomer und ab 1976 Associate Astronomer am Kitt-Peak-Nationalobservatorium. Dort untersuchte er mit Robert Kirshner die Überreste der Supernova Cassiopeia A und sie zeigten die Inhomogenität in der Verteilung schwerer Elemente. 1979 wurde er Associate Professor und 1985 Professor an der University of Virginia. Von 1985 bis 1992 stand er dort der Fakultät für Astronomie vor und ab 1990 war er Vanderbilt Professor.
Er befasst sich mit theoretischer Astrophysik und speziell Supernovae und ihrer Wechselwirkung mit der Umgebung. Er befasst sich auch mit anderen schnell expandierenden astrophysikalischen Objekten wie Gamma Ray Bursts, Pulsarwinden und galaktischen Superwinden.
Er ist Mitglied der National Academy of Sciences (1996) und Mitglied der American Academy of Arts and Sciences (2025). 1991 erhielt er den Virginia Outstanding Science Award und 1996 den Dannie-Heineman-Preis für Astrophysik. 